# 蓮茸

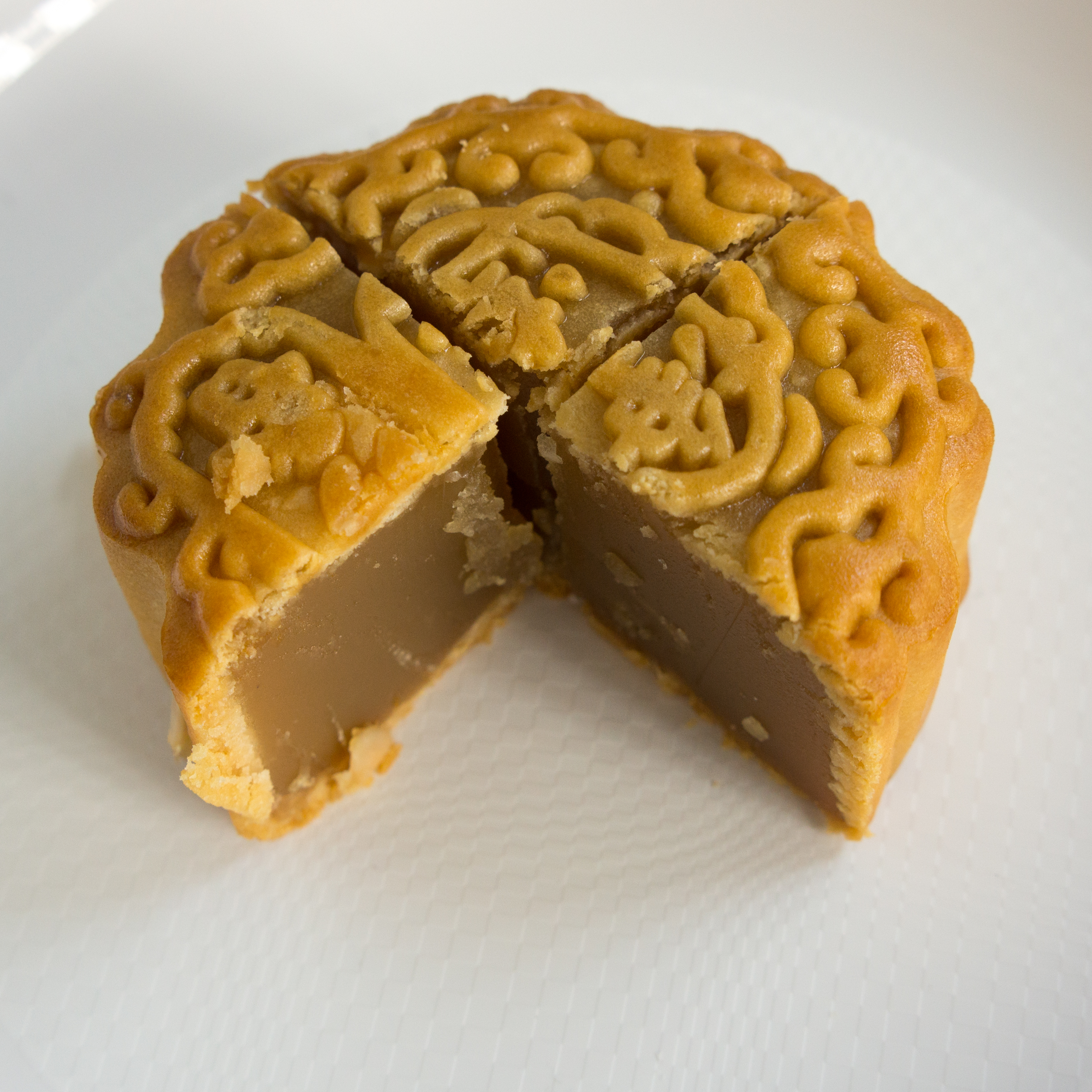
莲蓉月饼

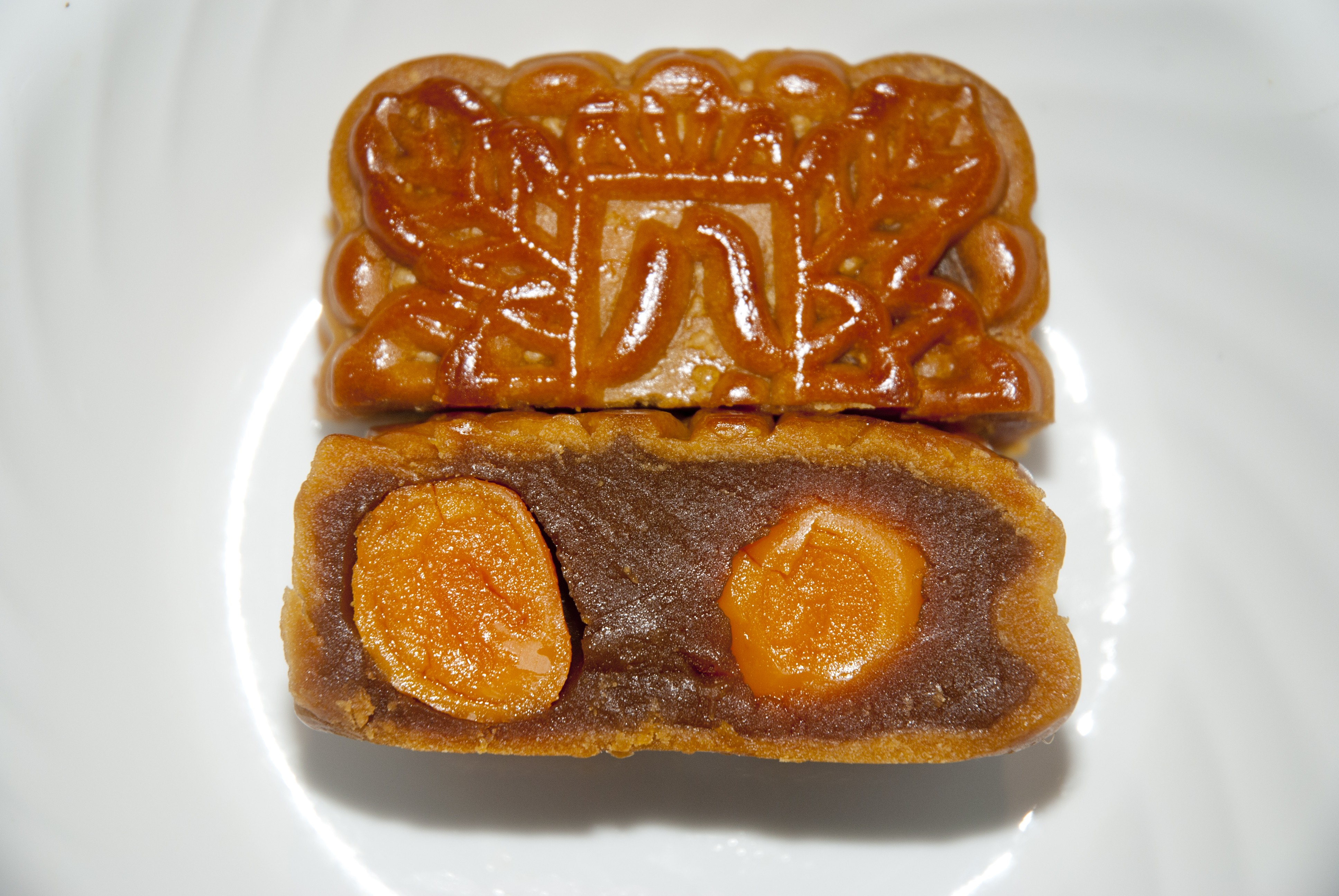
雙黃蓮茸月餅（餡料含鹹鴨蛋黃及蓮茸，表皮以小麥粉為材料）

蓮茸，現在亦常寫成蓮蓉，是在廣式點心中常見、由蓮子製成的餡料。可將蓮子浸透加水煮，熟後隔水擣碎，再放入鑊中加砂糖和油炒、再加入麥芽糖拌勻即成蓮蓉。

## 以蓮茸為馅料的食品
- 蓮茸包
- 月餅
- 水晶包
- 糯米糍
- 湯丸